# Sally Jewell
Sarah Margaret Jewell, nata Roffey, detta Sally (Londra, 21 febbraio 1956), è una politica e dirigente d'azienda britannica naturalizzata statunitense, segretaria degli Interni sotto la presidenza Obama dal 2013 al 2017.

## Biografia
Nata a Londra, Sally Roffey si trasferì negli Stati Uniti da bambina per via del lavoro di suo padre, che era stato assunto dall'Università di Washington. In quella stessa università, qualche anno più tardi Sally si laureò in ingegneria meccanica.
Dopo vent'anni passati a lavorare per alcune banche, Sally Jewell (che nel frattempo si era sposata e aveva assunto il cognome del marito) venne assunta dalla REI e qualche tempo dopo ne divenne direttore operativo e amministratore delegato.
Nel 2013 la Jewell, che aveva sempre sostenuto politicamente i democratici, venne scelta dal Presidente Obama per succedere a Ken Salazar come Segretario degli Interni. La nomina della Jewell venne approvata dal Senato e così lei si insediò ad aprile.
Sally Jewell è la seconda donna a rivestire la carica di Segretario degli Interni dopo la repubblicana Gale Norton. La Jewell tuttavia, essendo nata nel Regno Unito, non può essere inclusa nella linea di successione presidenziale.